# Ross McCall
Ross McCall (ur. 13 stycznia 1976 w Port Glasgow) – szkocki aktor, producent i reżyser filmowy.

## Życiorys
Urodził się w Port Glasgow w hrabstwie Inverclyde w Szkocji jako syn Maggie, pielęgniarki, i Johna McCalla, komendanta straży pożarnej. Jego starszy brat Stuart został policjantem w Sussex. Wychowywany był w wierze katolickiej. Kiedy miał 7 lat wraz z rodziną przeniósł się do Kent. Jego rodzice później rozwiedli się polubownie. Oboje osiedlili się w Anglii.
Przez rok uczęszczał do szkoły teatralnej Redroods w Maidenhead. Jego pierwszą rolą był Gavroche w Les Misérables. Mając 13 lat odegrał rolę młodego Freddiego Mercury w teledysku grupy Queen „The Miracle” (1989). Jako 14–latek wystąpił jako kopista w telewizyjnej adaptacji noweli Roberta Louisa Stevensona Jekyll i Hyde (Jekyll & Hyde, 1990) u boku Michaela Caine’a i Cheryl Ladd. W wieku 16 lat trafił na duży ekran w roli Terry’ego w dramacie Kraina wód (Waterland, 1992) z udziałem Jeremy’ego Ironsa.
Rozpoznawalność przyniosła mu rola kaprala Josepha D. Liebgotta w miniserialu wojennym HBO Kompania braci (Band of Brothers, 2001). W dramacie Hooligans (2005) i jego kontynuacji Green Street 2: Stand Your Ground (2009) przyjął rolę Dave’a Bjorno, pilota komercyjnych linii lotniczych i członka Green Street Elite (GSE).

## Filmografia

### Filmy
- Jekyll i Hyde 1990 jako kopista
- Kraina wód (Waterland, 1992) jako Terry
- Return of the Borrowers 1993 jako Ilrick
- LD 50: śmiertelna dawka (LD 50 Lethal Dose, 2003) jako Gary
- Fire: Stań na drodze żywiołu (Nature Unleashed: Fire, 2004) jako Marcus
- EMR 2004 jako Derek
- Snake King 2005 jako Timothy
- Zatopieni (Submerged, 2005) jako Plowden
- Hooligans 2005 jako Dave
- Man 2007 jako Paul
- Trade Routes 2007 jako Tim Knight
- Autopsy 2008 jako Jude
- Green Street 2: Stand Your Ground 2009 jako Dave
- Knuckle Draggers 2009 jako Ethan

### Seriale
- Brittas Empire 1991–1997 jako Wywiadowca (gościnnie)
- Pożyczalscy (Borrowers, 1992) (niewymieniony w czołówce)
- Bonjour la Classe 1993 jako St. Bernard's Captain (gościnnie)
- Kompania braci (Band of Brothers, 2001) jako kapral Joseph D. Liebgott
- CSI: Kryminalne zagadki Nowego Jorku (CSI: NY, 2004) jako Mike Adams (gościnnie)
- Zaklinacz dusz (Ghost Whisperer, 2005) jako Todd Darger (gościnnie)
- Kości (Bones, 2005) jako Bones (gościnnie)
- Miasto gniewu (Crash, 2008) jako Kenny